# 1932年のスポーツ

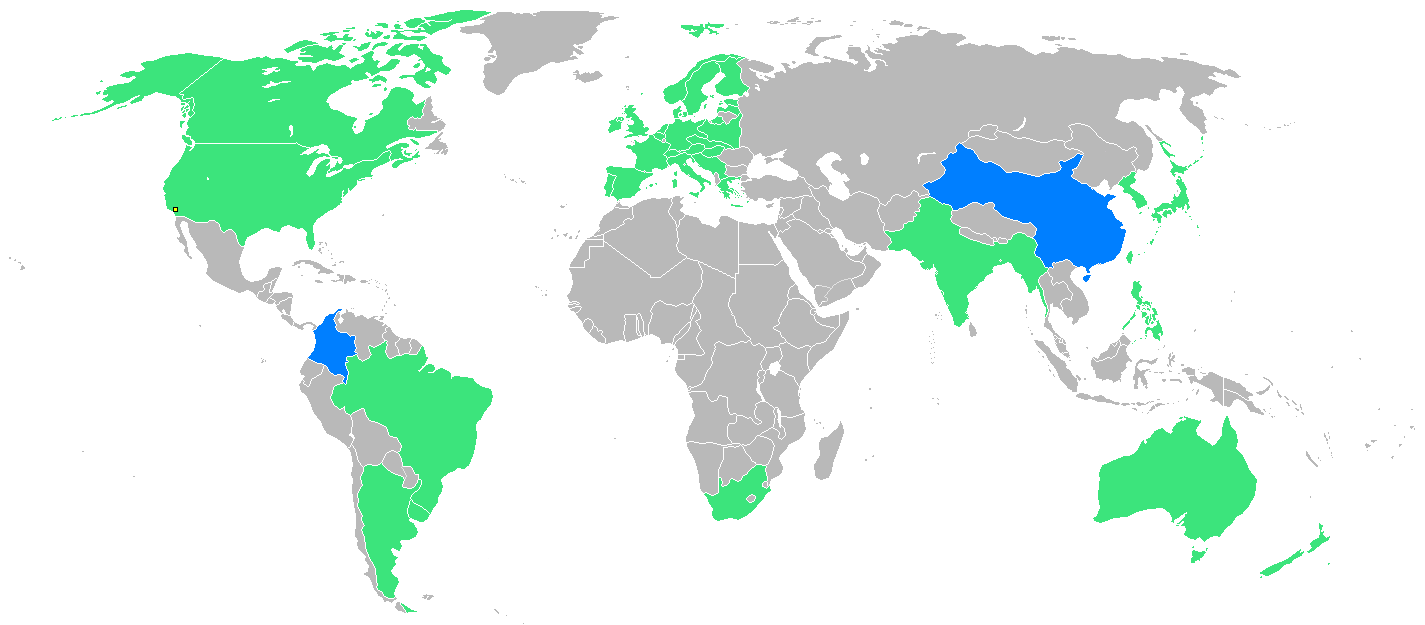
1932年ロサンゼルスオリンピックに参加した国・地域の分布。青は初めて参加した国・地域、緑は以前に参加したことがある国・地域を示す。

## できごと
- 3月28日 - 文部省、野球統制令を発令。
- 4月24日 - 第1回東京優駿大競走（のちの東京優駿（日本ダービー））が施行され、函館孫作騎乗のワカタカが優勝。

## 総合競技大会
- 第3回レークプラシッドオリンピック（2月4日～15日）

| 第3回レークプラシッドオリンピック | 第3回レークプラシッドオリンピック | 第3回レークプラシッドオリンピック | 第3回レークプラシッドオリンピック | 第3回レークプラシッドオリンピック | 第3回レークプラシッドオリンピック |
| 順位                              | 国・地域名                        | 金                                | 銀                                | 銅                                | 計                                |
| --------------------------------- | --------------------------------- | --------------------------------- | --------------------------------- | --------------------------------- | --------------------------------- |
| 1                                 | アメリカ                          | 6                                 | 4                                 | 2                                 | 12                                |
| 2                                 | ノルウェー                        | 3                                 | 4                                 | 3                                 | 10                                |
| 3                                 | スウェーデン                      | 1                                 | 2                                 | 0                                 | 3                                 |
| 4                                 | カナダ                            | 1                                 | 1                                 | 5                                 | 7                                 |
| 5                                 | フィンランド                      | 1                                 | 1                                 | 1                                 | 3                                 |
| 6                                 | オーストリア                      | 1                                 | 1                                 | 0                                 | 2                                 |
| 7                                 | フランス                          | 1                                 | 0                                 | 0                                 | 1                                 |
| 8                                 | スイス                            | 0                                 | 1                                 | 0                                 | 1                                 |
| 9                                 | ドイツ                            | 0                                 | 0                                 | 2                                 | 2                                 |
| 10                                | ハンガリー                        | 0                                 | 0                                 | 1                                 | 1                                 |
|                                   |                                   | 14                                | 14                                | 14                                | 42                                |

- 第10回ロサンゼルスオリンピック（7月30日～14日）

| 第10回ロサンゼルスオリンピック       | 第10回ロサンゼルスオリンピック | 第10回ロサンゼルスオリンピック | 第10回ロサンゼルスオリンピック | 第10回ロサンゼルスオリンピック | 第10回ロサンゼルスオリンピック |
| 順位                                 | 国・地域名                     | 金                             | 銀                             | 銅                             | 計                             |
| ------------------------------------ | ------------------------------ | ------------------------------ | ------------------------------ | ------------------------------ | ------------------------------ |
| 1                                    | アメリカ                       | 41                             | 32                             | 30                             | 103                            |
| 2                                    | イタリア                       | 12                             | 12                             | 12                             | 36                             |
| 3                                    | フランス                       | 10                             | 5                              | 4                              | 19                             |
| 4                                    | スウェーデン                   | 9                              | 5                              | 9                              | 23                             |
| 5                                    | 日本                           | 7                              | 7                              | 4                              | 18                             |
| 6                                    | ハンガリー                     | 6                              | 4                              | 5                              | 15                             |
| 7                                    | フィンランド                   | 5                              | 8                              | 12                             | 25                             |
| 8                                    | イギリス                       | 4                              | 7                              | 5                              | 16                             |
| 9                                    | ドイツ                         | 3                              | 12                             | 5                              | 20                             |
| 10                                   | オーストラリア                 | 3                              | 1                              | 1                              | 5                              |
| 詳細はロサンゼルスオリンピックを参照 |                                |                                |                                |                                |                                |

- 第6回明治神宮体育大会（冬季 - 2月5日～7日）

## アイスホッケー
- スタンレーカップ決勝（1931-1932シーズン）
トロント・メープルリーフス （3勝0敗） ニューヨーク・レンジャース

## アメリカンフットボール
- NFL優勝:シカゴ・ベアーズ

## 大相撲
できごと
- 1月6日、西方力士が東京大井の春秋園という料亭にたてこもり、協会改革をとなえ、それに呼応して多くの力士が脱退した。（いわゆる春秋園事件。当該項目参照）
- 2月22日より、残留組により本場所を開催する。このとき、東西制を休止し、系統別総当たり制を幕内でも採用する。

幕内総合優勝
- 春（2月22日初日、両国国技館）:西関脇 清水川元吉（8戦全勝）
- 3月（3月18日初日、名古屋市外堀町[要出典]）:西小結 沖ツ海福雄（9勝1敗）
- 夏（5月13日初日、両国国技館）:東大関 玉錦三右衛門（10勝1敗）
- 10月（10月13日初日、京都市東山三条）:東張出大関 清水川元吉（9勝2敗）

## ゴルフ

### 世界4大大会（男子）
- 全米オープン優勝者：ジーン・サラゼン（アメリカ）
- 全英オープン優勝者：ジーン・サラゼン（アメリカ）
- 全米プロゴルフ優勝者：オリン・デュトラ（アメリカ）

## 自転車競技

### ロードレース
- 第20回ジロ・デ・イタリア
総合優勝：アントニオ・ペゼンティ（イタリア）
- 第26回ツール・ド・フランス
総合優勝：アンドレ・ルデュック（フランス）

## テニス

### グランドスラム
- 全豪選手権　男子単優勝：ジャック・クロフォード（オーストラリア）、女子単優勝：コラル・バッツワース（オーストラリア）
- 全仏選手権　男子単優勝：アンリ・コシェ（フランス）、女子単優勝：ヘレン・ウィルス・ムーディ（アメリカ）
- ウィンブルドン　男子単優勝：エルスワース・バインズ（アメリカ）、女子単優勝：ヘレン・ウィルス・ムーディ（アメリカ）
- 全米選手権　男子単優勝：エルスワース・バインズ（アメリカ）、女子単優勝：ヘレン・ジェイコブス（アメリカ）

日本の佐藤次郎がウィンブルドン選手権の準々決勝で、大会前年優勝者のシドニー・ウッドを破って世界的に有名になった。

## 野球

### 日本

#### 東京六大学野球
- 春 - 立大野球部は米国遠征のため不参加。慶大が6勝2敗で優勝。
  - 5月、早大が東京六大学野球連盟から脱退（9月復帰）
- 秋 - 法大が9勝3敗で優勝。

#### 高専野球
- 第9回全国高等専門学校野球大会決勝（阪神甲子園球場・7月25日）
  - 優勝：立命館予科　準優勝：法大予科

#### 中等野球
- 第9回選抜中等学校野球大会決勝（阪神甲子園球場・4月5日）
松山商業（愛媛県） 1-0 明石中学（兵庫県）
- 第18回全国中等学校優勝野球大会決勝（阪神甲子園球場・8月21日）
中京商業（愛知県） 4-3 松山商業（愛媛県）

### アメリカ大リーグ
- ワールドシリーズ
ニューヨーク・ヤンキース（ア・リーグ） （4勝0敗） シカゴ・カブス（ナ・リーグ）

## ラグビー
- 1月8日 - 明大が初の全国制覇達成（神宮、明大54 - 11京大）

## 誕生
- 1月5日 - 戸山為夫（京都府、競馬、+1993年）
- 1月15日 - 脇村春夫（東京都、野球）
- 1月27日 - ボリス・シャハリン（ソビエト連邦、体操、+2008年）
- 1月28日 - パリー・オブライエン（アメリカ、陸上競技、+2007年）
- 1月28日 - 宮地惟友（石川県、野球）
- 2月5日 - チェーザレ・マルディーニ（イタリア、サッカー）
- 2月9日 - 広岡達朗（広島県、野球）
- 2月15日 - 倉田栄一（三重県、競艇）
- 2月28日 - 鈴木武（兵庫県、野球、+2004年）
- 3月5日 - アール・ウッズ（アメリカ、ゴルフ、+2006年）
- 3月11日 - 栗田勝（愛知県、競馬、+1980年）
- 3月14日 - 大沢啓二（神奈川県、野球）
- 3月16日 - ドン・ブレイザー（アメリカ、野球、+2005年）
- 4月19日 - アンドレア・ミード・ローレンス（アメリカ、アルペンスキー）
- 4月25日 - リア・マノリウ（ルーマニア、陸上競技、+1998年）
- 5月1日 - 山内一弘（愛知県、野球、+2009年）
- 5月10日 - 加茂公成（東京都、テニス）
- 6月12日 - マモ・ウォルデ（エチオピア、陸上競技、+2002年）
- 6月25日 - 荻村伊智朗（東京都、卓球、+1994年）
- 8月2日 - ラマー・ハント（アメリカ、アメリカンフットボール、+2006年）
- 8月7日 - アベベ・ビキラ（エチオピア、陸上競技、+1973年）
- 8月7日 - ジャック・ブルーム（アメリカ、野球）
- 10月12日 - 三浦雄一郎（青森県、アルペンスキー）
- 12月12日 - ボブ・ペティット（アメリカ、バスケットボール）

## 死去
- 2月9日 - パウル・ノイマン（オーストリア、水泳、*1875年）
- 7月11日 - ナサニエル・ナイルズ（アメリカ、テニス・フィギュアスケート、*1886年）